# Tivoli Stadion Tirol
 Tivoli Neu ? er et multifunktionelt stadion i Innsbruck, Østrig. Stadionet bruges til koncerter og andre store arrangementer men mest til fodboldkampe og er hjemmebane for fodboldklubben FC Wacker Tirol. Det har en central beliggenhed, få kilometer fra lufthavnen i Innsbruck..
Stadionet blev åbnet 6. september 2000. Tilskuerkapaciteten blev udvidet til 30.000 før EM i fodbold 2008. 